# Eugen Hilbert
Eugen Julius Arthur Hilbert (* 16. März 1854 in Stuttgart; † 20. Mai 1939 ebenda) war ein württembergischer Oberamtmann und Präsident.

## Leben und Werk
Der Sohn eines Kanzleirats besuchte das Gymnasium in Stuttgart und das Evangelische Seminar in Schöntal. Von 1872 bis 1874 studierte er Theologie und von 1874 bis 1877 Regiminalwissenschaften in Tübingen. Er war Mitglied der Verbindung Normannia Tübingen. Nach den höheren Dienstprüfungen begann Eugen Hilbert seine berufliche Laufbahn 1877 als Aktuariatsverweser bei den Oberämtern Marbach und Geislingen. Zwischen 1878 und 1882 war er Amtmann bei der Stadtdirektion Stuttgart und beim Oberamt Ellwangen. 1882 ging er als Kollegialhilfsarbeiter zur Ministerialabteilung für den Straßen und Wasserbau und 1883 als Regierungsassessor zum Ministerium des Innern in Stuttgart. Von 1884 bis 1890 leitete er das Stadtpolizeiamt in Stuttgart und zwischen 1890 und 1894 als Oberamtmann das Oberamt Urach. 1899 wurde er Regierungsrat im Innenministerium und 1904 Ministerialrat bei der Kanzleidirektion. Zwischen 1906 und 1920 war er Präsident der Landesversicherungsanstalt Württemberg.

## Auszeichnungen
- 1886: Preußischer Roter Adlerorden 4. Klasse
- 1894: Silberne Jubiläumsmedaille
- 1898: Ritterkreuz 1. Klasse des Friedrichs-Ordens
- 1903: Ritterkreuz des Ordens der Württembergischen Krone